# 国营加钗农场
国营加钗农场是位于中国海南省琼中黎族苗族自治县一个类似乡级单位。

## 行政区划
下辖以下地区：
国营加钗场部社区、新伟分场场部社区、加钗分场村和新伟分场村。